# 카를 아우구스트 비트포겔

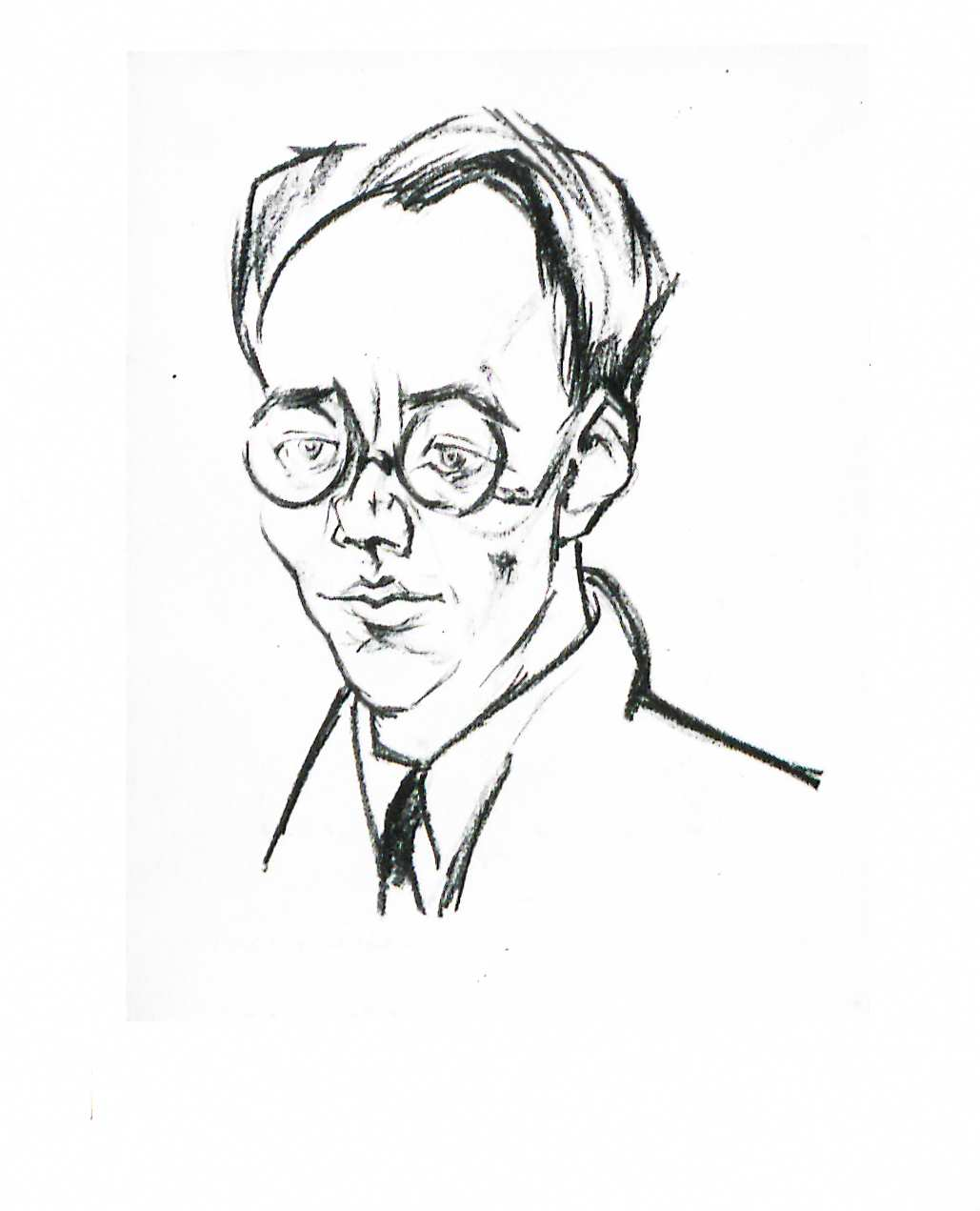

카를 아우구스트 비트포겔(독일어: Karl August Wittfogel, 1896년 9월 6일 ~ 1988년 5월 25일)은 독일계 미국인 중국학자, 역사학자, 사회학자, 경제학자, 극작가이다. 독일 공산당의 일원이었으며, 제2차 세계 대전 이후에는 반공주의자로 전향하였다. 프랑크푸르트 학파의 일원이기도 하다.

## 생애
비트포겔은 1896년 독일 니더작센 주에서 태어나 1919년까지 라이프치히, 뮌헨, 베를린, 로스토크 대학에서 철학, 역사학, 사회학, 지리학을 공부했으며, 1921년부터 라이프치히 대학에서 중국학을 공부했다. 그는 1925년부터 1933년까지 프랑크푸르트 사회연구소에서 재직했다. 1933년, 히틀러 정권의 탄생과 함께 중국으로 망명하였으나, 이후 1939년 스탈린과 히틀러가 독소불가침조약을 맺은 것에 대해 불만을 가지고 공산당과 소련에 대한 비판을 시작하였고, 컬럼비아 대학교의 요청을 받고 미국으로 향한다. 이후 1947년부터 1966년까지 워싱턴 대학교에서 중국사 교수로 재직했다.

## 사상
비트포겔은 심도 있는 중국 연구로 '동양적 전제주의'라는 개념을 도입했다. 비트포겔은 동양적 전제주의는 많은 힘이 필요한 치수관개(治水灌漑)에서 시작되었고, 이 권력형태는 빠르게 확산되어 몽골과 몽골이 지배한 러시아에까지 영향을 미쳤다고 주장했다(수력사회론). 이러한 체제의 특징은 사회보다 국가가 더 강한 힘을 갖는다는 것인데, 그 기반은 민중의 주체성을 잃게 만드는 공포정치이다. 이 체제 하에서 관료계급이 주 지배계층이고, 소유관계에 의해 계급관계가 결정된다고 주장하던 마르크스의 주장과 다르게 권력관계가 계급관계를 결정한다. 또한 그는 문명을 '중심, 주변, 제2주변'으로 분류하는 문명론을 주장하였다.

## 주요 저서
- 중국의 경제와 사회 (1931)
- 시민사회사 (1956)
- 동양적 전제주의 (1957)